# Gael García Bernal
Gael García Bernal (Guadalajara, Jalisco, 30 de noviembre de 1978) es un actor, productor y director mexicano, ganador del Globo de Oro por su actuación en la serie Mozart in the Jungle. 
Ha protagonizado películas en México, Estados Unidos, Argentina, España, Chile, Bolivia, Francia y Brasil. Siete en total de su carrera, llegaron a ser nominadas al Premio Óscar.
Entre sus filmes más reconocidos se encuentran: Amores perros, Y tu mamá también, El crimen del padre Amaro, Vidas privadas, Diarios de motocicleta, Babel, Letters to Juliet, A Little Bit of Heaven y No, entre otras. También prestó su voz para el personaje de Héctor en la animada Coco, para las versiones en inglés y español. Como director de cine, debutó en 2006 con el filme Déficit.
La biografía de Gael está incluida en la Enciclopedia Británica. La revista People en Español lo ha incluido en las listas de Artista mejor vestido, Soltero más deseado y Las 50 bellezas latinas. La revista para hombres GQ lo nombró uno de los Hombres del año en 2004, al lado del estadounidense Tom Cruise y el británico Jude Law.

## Biografía y carrera televisiva
Gael es hijo de los actores José Ángel García y Patricia Bernal. Es medio hermano por parte de madre de la actriz Tamara Yazbek Bernal y del actor Darío Yazbek Bernal y por parte de padre del actor José Emilio García Ríos, hijo de José Ángel García y de Carla Ríos. Es primo del actor y productor de cine y teatro Michel Bernal Meral. Nació el 30 de noviembre de 1978 e inició con sus padres su carrera artística al actuar en teatro.
En 1986 tiene la oportunidad de participar en la telenovela legendaria Cuna de lobos como José Carlos en su etapa infantil, pero solo apareció en los recuerdos del personaje. Seis años más tarde tuvo su primer papel protagónico en la telenovela infantil El abuelo y yo, al lado de Ludwika Paleta y Diego Luna.
En 2010, produjo la serie Soy tu fan para Once TV México. También interpretó el papel de Cristiano Ronaldo en el cortometraje que forma parte de la promoción de Nike sobre la Copa Mundial de Fútbol de 2010, con sede en Sudáfrica.
En 2014 protagonizó la serie de Amazon, Mozart in the Jungle, donde interpretó a Rodrigo De Souza y retrata la vida de este y los músicos de la Orquesta Filarmónica de Nueva York, basado en el libro de Blair Tindall en su libro Mozart in the Jungle: Sex, Drugs and Classical Music.
En 2022 protagonizó el especial de televisión estadounidense Werewolf by Night producido por Marvel Studios para Disney+, donde interpretó a Jack Russell / Werewolf by Night.

## Cine

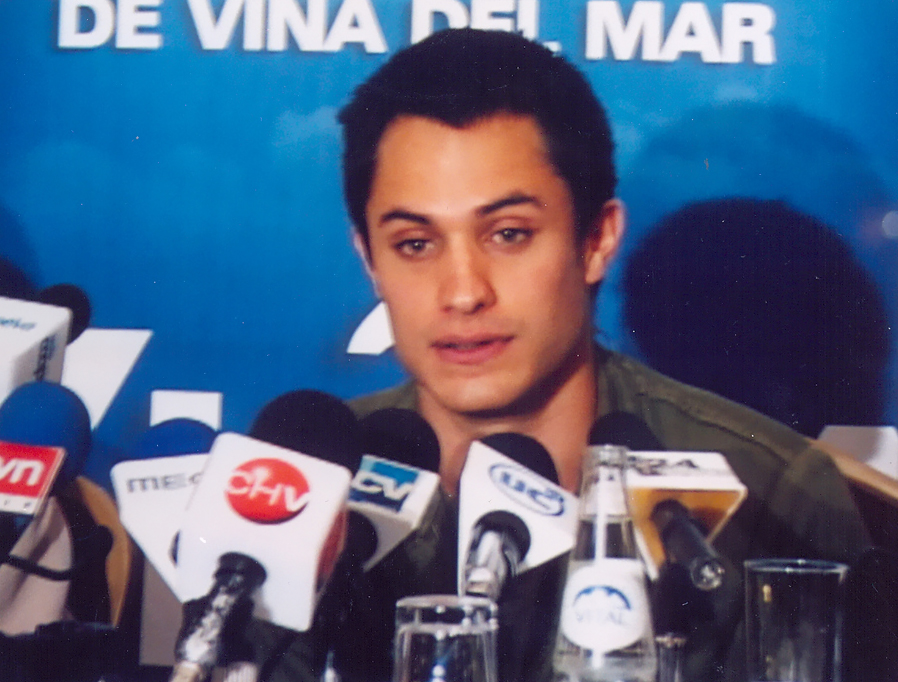
Bernal en conferencia de prensa del filme Diarios de motocicleta; año 2004.

Se mudó a Londres para estudiar actuación en la Central School of Speech and Drama. Actuó en cortos como De tripas corazón, que fue nominado al Óscar. Su primera película fue Amores perros en 2000 y fue un éxito de taquilla, nominada al Óscar a la Mejor Película Extranjera. Por su actuación fue premiado con el premio Ariel, al Mejor actor.
En el año 2001 protagonizó Y tu mamá también junto a Diego Luna, una película cargada de sexualidad que, a pesar de no haber sido elegida por México para representar al país en el Óscar, fue nominada al Mejor Guion. En el Festival Internacional de Cine de Venecia recibió el premio al Mejor actor, por su interpretación en ella. Luego se trasladó a Argentina para protagonizar Vidas privadas, junto a la actriz Cecilia Roth y bajo dirección del músico Fito Páez. Durante 2001 realizó su primer papel en inglés, en Estados Unidos, con el filme The Last Post y luego en I'm with Lucy.
En 2002, actuó en El crimen del padre Amaro interpretando el papel que da nombre a la película. Esta película fue también nominada al Óscar como Mejor Película Extranjera. En 2004 protagonizó exitosas películas, tales como Diarios de motocicleta, del brasileño Walter Salles y, por primera vez para el cine español, en La mala educación, de Pedro Almodóvar, rol en el cual ganó el premio al mejor actor de largometraje en el Festival Internacional de Cine de Valdivia.
Su siguiente protagónico fue The King, en 2005, luego La ciencia del sueño (La science des rêves), en 2006, marcando su debut en el cine francés. Ese mismo año protagoniza junto a Brad Pitt en Hollywood, Babel (2006).
Produjo su primer proyecto como director, Déficit en el año 2007 y protagonizó la cinta argentina, El pasado junto a Analía Couceyro y bajo dirección de Héctor Babenco. En 2008 regresó al cine mexicano al año siguiente con Rudo y cursi, interpretando, junto a Diego Luna, a Tato "el Cursi" Verdusco. En esta película Gael García Bernal interpretó una canción norteña llamada "Quiero que me quieras", que un remake de "I Want You To Want Me", interpretada originalmente por Cheap Trick. La película se consagró como la sexta película mexicana más taquillera de la historia. Como director volvió a incursionar en 2008 con 8 y al año siguiente con Lucio, en donde también ocupó el rol de productor ejecutivo.

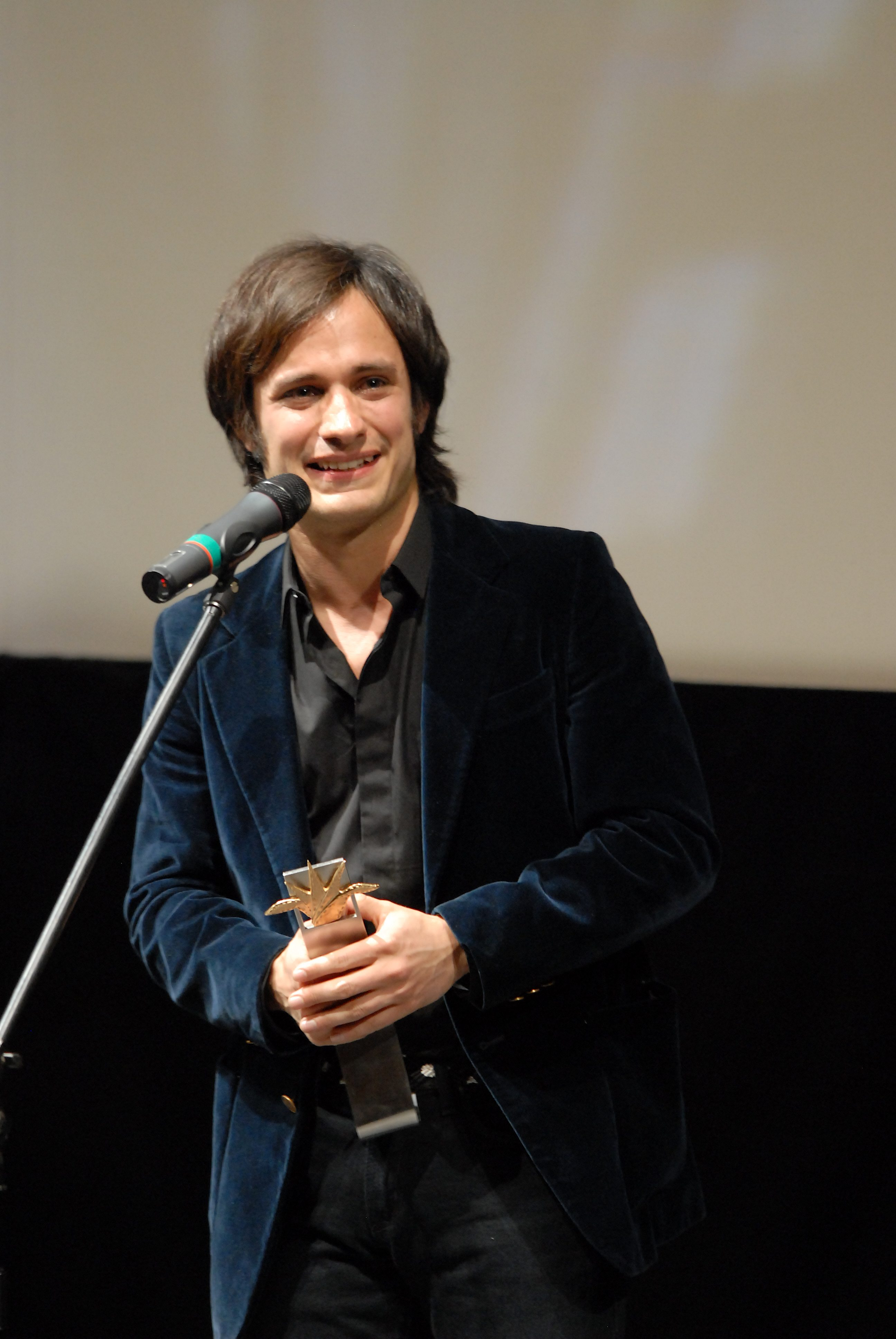
20/03/09, Gael recibiendo el Mayahuel de Plata por su trayectoria

El 20 de marzo de 2009, Gael recibió el Mayahuel de Plata, en Guadalajara, México, por su trayectoria cinematográfica.
En 2010 actuó en Cartas a Julieta, junto a Amanda Seyfried y en España protagonizó, junto a Luis Tosar, También la lluvia, preseleccionada para representar a España en los Óscar. Al año siguiente volvió a Hollywood protagonizando la comedia romántica, A Little Bit of Heaven, junto a Kate Hudson. Su siguiente aparición en cine fue en 2012 con el estreno (9 de agosto) de la película chilena No, de Pablo Larraín, en la cual interpretó a René Saavedra, un publicista chileno exiliado en México que regresa a Chile y a quien le proponen hacerse cargo de la campaña publicitaria del No que derrota a Augusto Pinochet en las urnas en el plebiscito de Chile de 1988. La película obtuvo una nominación al Óscar como Mejor película extranjera en enero del 2013.
En 2014 protagonizó en Estados Unidos el filme Rosewater donde interpretó a un periodista londinense, Maziar Bahari, que fue detenido en Irán.
En 2015 integró el elenco de Eva no duerme, film que narra los sucesos posteriores a la muerte de Eva Perón y la odisea por la que pasa su cadáver a través de diferentes procesos políticos en Argentina.
En 2016 participó en Neruda donde interpreta al detective Óscar Peluchonneau, quien debe perseguir al poeta, prófugo por pertenecer al Partido Comunista, declarado ilegal por el gobierno de Gabriel González Videla.
En 2017 fue anunciado como miembro del jurado en el Festival de Cine de Sundance. Ese mismo año aportó la voz de Héctor, uno de los protagonistas principales de la película animada de Pixar Coco. Un año después interpretó el papel de Simon en la película estadounidense The Kindergarten Teacher.
En 2019 trabajó nuevamente en una producción chilena, interpretando el papel de Gastón en la película de Pablo Larrain Ema. Ese mismo año ofició como productor ejecutivo del documental Pajareros, dirigido por la mexicana Otilia Portillo Padua y estrenado en Netflix el 25 de septiembre.
En 2023 se estrenó la película Cassandro en el que le da vida al luchador exótico del mismo nombre. También en este año iniciará grabaciones de una película en la que actuará junto a Nicole Kidman.

### Películas controvertidas
El actor tiene películas donde la desnudez o el sexo casi explícito tienen gran peso como protagonistas. Uno de los ejemplos es El punto sobre la I, donde el actor tiene una escena de fuerte contenido sexual con la actriz Natalia Verbeke. Ocurre también en una escena al principio de Y tu mamá también, donde tiene un acto sexual parcial con la actriz María Aura.

## Series
En 2024, estrenó ‘La Máquina’, la primera serie en español de Hulu. Formada por cinco capítulos y en la que se mezclaba la acción y la comedia.

## Productora
Gael García Bernal y Diego Luna son propietarios de la productora Canana Films, a través de la cual apoyan el festival Ambulante gira de documentales. La compañía se unió con Golden Phoenix Productions, propiedad del Discovery Channel, para producir conjuntamente varios documentales en televisión sobre los asesinatos sin resolver de más de 300 mujeres en la ciudad fronteriza de Ciudad Juárez (México). En 2018 y de nuevo junto a Diego Luna fundan La Corriente del Golfo, productora que realiza contenidos para: cine, TV, teatro y podcasts.

## Vida personal

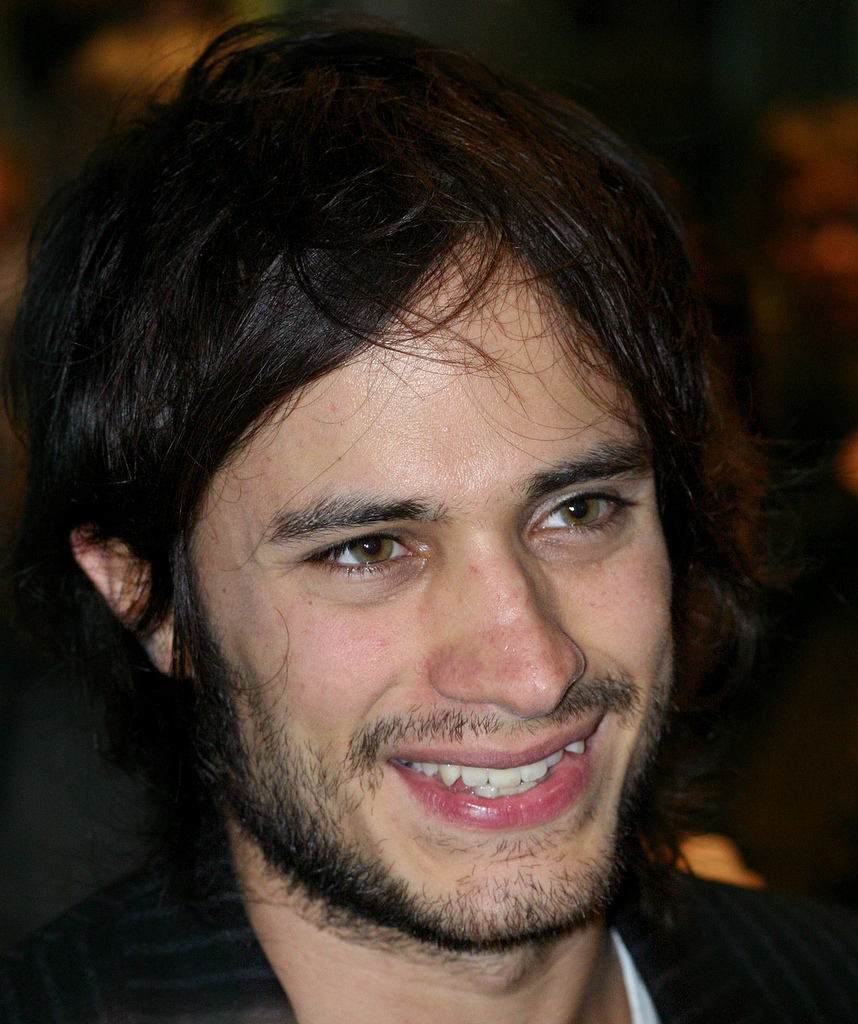
García Bernal en 2005

Entre 2007 y 2014 mantuvo una relación con la actriz argentina Dolores Fonzi, a quien conoció en 2001 en el set de la película Vidas privadas. Juntos tuvieron dos hijos: Lázaro, nacido en Madrid el 8 de enero de 2009, y Libertad, nacida en Buenos Aires, el 7 de abril de 2011.
Desde 2019 se encuentra en una relación con la periodista mexicana Fernanda Aragonés, con quien en 2021 tuvo a su tercer hijo y primero de la pareja.
En una entrevista, él se describió como "culturalmente católico, pero espiritualmente agnóstico".

## Teatro
En marzo de 2018 debutó en teatro en el Teatro Coliseo de Buenos Aires, en la obra Los ejercicios fantásticos del yo, donde interpretó el papel protagónico del escritor portugués Fernando Pessoa. La obra trata sobre la identidad, entendida como pura fantasía, en el transcurso de 24 horas en su vida, en 1914: el día que inició la Primera Guerra Mundial, el día en que no pudo conquistar la mano de su amor, o no pudo conquistar a una editora internacional, ni tampoco el Gran Premio de la Reina Victoria de Poesía, pero escribió el primer poema del siglo XXI y uno de los poemas más bellos de la Historia.

## Televisión
| Año         | Título               | Personaje                  | Notas                                                                 |
| ----------- | -------------------- | -------------------------- | --------------------------------------------------------------------- |
| 1987        | Cuna de lobos        | José Carlos Larios (niño)  |                                                                       |
| 1992        | El abuelo y yo       | Daniel García Medina       | Premio TVyNovelas a la mejor actuación infantil                       |
| 2000        | Reina de Espadas     | Churi                      |                                                                       |
| 2006        | Soy tu fan           | Emilio                     |                                                                       |
| 2014-2018   | Mozart in the Jungle | Rodrigo de Souza           | Premio Globo de Oro al Mejor actor de serie de TV - Comedia o musical |
| 2018        | Aquí en la Tierra    | El Pájaro                  |                                                                       |
| 2020        | Hombre               | Marcos Osuna               |                                                                       |
| 2021 - 2022 | Station Eleven       | Arthur Leander             | Miniserie                                                             |
| 2024        | La Máquina           | Esteban ‘La Máquina’ Osuna | Miniserie                                                             |

## Filmografía
| Año  | Título                    | Personaje                         | Notas                  |
| ---- | ------------------------- | --------------------------------- | ---------------------- |
| 1996 | De tripas corazón         | Martín                            | Cortometraje           |
| 2000 | Amores perros             | Octavio                           |                        |
| 2001 | Y tu mamá también         | Julio Zapata                      |                        |
| 2001 | El ojo en la nuca         | Pablo                             | Cortometraje           |
| 2001 | Vidas privadas            | Gustavo Gana Bertolini            |                        |
| 2001 | Sin noticias de Dios      | Jack Devenport                    |                        |
| 2001 | The Last Post             | José Francisco                    | Cortometraje           |
| 2002 | El crimen del padre Amaro | Padre Amaro                       |                        |
| 2002 | I'm With Lucy             | Gabriel                           |                        |
| 2003 | El punto sobre la I       | Kit Winter                        |                        |
| 2003 | ¡Fidel!                   | Ernesto "Che" Guevara             | Película de televisión |
| 2003 | Sangre de Cuba            | Ricky                             |                        |
| 2004 | Diarios de motocicleta    | Ernesto "Che" Guevara de la Serna |                        |
| 2004 | La mala educación         | Ángel/Juan/Zahara                 |                        |
| 2005 | The King                  | Elvis Valderez                    |                        |
| 2006 | La ciencia del sueño      | Stéphane Miroux                   |                        |
| 2006 | Babel                     | Santiago                          |                        |
| 2007 | Déficit                   | Cristóbal                         |                        |
| 2007 | El pasado                 | Rímini                            |                        |
| 2008 | Blindness                 | Daniel Meirelles                  |                        |
| 2008 | Rudo y Cursi              | Tato "El cursi" Verdusco          |                        |
| 2009 | Mamut                     | Leonardo Vidales                  |                        |
| 2009 | The Limits of Control     | El mexicano                       |                        |
| 2010 | Cartas a Julieta          | Víctor                            |                        |
| 2010 | También la lluvia         | Sebastián                         |                        |
| 2011 | A Little Bit of Heaven    | Julián Goldstein                  |                        |
| 2011 | El planeta más solitario  | Alejandro "Álex"                  |                        |
| 2012 | Casa de mi padre          | Onza                              |                        |
| 2012 | No                        | René Saavedra                     |                        |
| 2012 | Vamps                     | Diego Bardem (Cameo)              |                        |
| 2014 | El ardor                  | Kaí                               |                        |
| 2014 | 118 días                  | Maziar Bahari                     |                        |
| 2015 | Zoom                      | Edward Martínez (Voz)             |                        |
| 2015 | Eva no duerme             | Emilio Eduardo Massera            |                        |
| 2015 | Desierto                  | Moisés                            |                        |
| 2016 | Me estás matando, Susana  | Eligio Herrera                    |                        |
| 2016 | Neruda                    | Óscar Peluchonneau                |                        |
| 2016 | Sal y fuego               | Dr. Fabio Cavani                  |                        |
| 2017 | Coco                      | Héctor (Voz)                      |                        |
| 2017 | Si tu voyais son coeur    | Daniel                            |                        |
| 2018 | The Kindergarten Teacher  | Simón                             |                        |
| 2018 | Museo                     | Juan Núñez                        |                        |
| 2018 | Acusada                   | Mario Elmo                        |                        |
| 2019 | Ema                       | Gastón                            |                        |
| 2019 | La Red Avispa             | Gerardo Hernández Nordelo         | Película de Netflix    |
| 2021 | Old                       | Guy Cappa                         |                        |
| 2022 | Werewolf by Night         | Jack Russell / Hombre Lobo        |                        |
| 2023 | La madre                  | Hector Álvarez                    |                        |
| 2023 | Cassandro                 | Saúl Armendáriz / Cassandro       |                        |

### Productor
- Ruta 32 (2006) - Productor
- Drama/Mex (2006) - Productor ejecutivo
- Déficit (2007) - Productor
- Cochochi (2007) - Productor ejecutivo
- Voy a explotar (2008) - Productor ejecutivo
- 8 (2008) - Productor, segmento The Letter
- Sólo quiero caminar (2008) - Productor ejecutivo
- Sin nombre (2009) - Productor ejecutivo
- Pajareros (2019) - Productor ejecutivo

### Director
- Déficit (2007)
- 8 (2008) - Segmento The Letter
- Lucio (2010) - Segmento Revolución
- Chicuarotes (2019)

## Discografía

### Colaboraciones
| Año  | Canción                            | Álbum                            |
| ---- | ---------------------------------- | -------------------------------- |
| 2007 | «Cristobal» (con Devendra Banhart) | Smokey Rolls Down Thunder Canyon |
| 2016 | «Before The Sunset» (con Compass)  | Compass                          |

### Bandas sonoras
| Año  | Canción                                                                                 | Álbum                |
| ---- | --------------------------------------------------------------------------------------- | -------------------- |
| 1992 | «Vagabundo»                                                                             | El abuelo y yo       |
| 1992 | «Anselmo»                                                                               | El abuelo y yo       |
| 2006 | «If You Rescue Me (Chanson des Chats)» (con Sacha Bourdo, Alain Chabat y Aurelia Petit) | La ciencia del sueño |
| 2008 | «Quiero que me quieras»                                                                 | Rudo y Cursi         |
| 2010 | «A Morte De Pé Em Palco» (con José Saramago)                                            | José y Pilar         |
| 2017 | «Everyone Knows Juanita»                                                                | Coco                 |
| 2017 | «Un poco loco» (con Anthony Gonzalez)                                                   | Coco                 |
| 2017 | «Remember Me (Lullaby)» (con Gabriella Flores y Libertad García Fonzi)                  | Coco                 |
| 2017 | «Juanita»                                                                               | Coco                 |
| 2017 | «Un poco loco» (con Luis Ángel Gómez Jaramillo)                                         | Coco                 |
| 2017 | «Recuérdame (Arrullo)» (con Lucy Hernández)                                             | Coco                 |

## Premios y nominaciones

### Globo de Oro
| Año  | Categoría                                      | Película             | Resultado |        |
| ---- | ---------------------------------------------- | -------------------- | --------- | ------ |
| 2016 | Mejor actor de serie de TV - Comedia o musical | Mozart in the Jungle | Ganador   | [ 22 ] |
| 2017 | Mejor actor de serie de TV - Comedia o musical | Mozart in the Jungle | Nominado  | [ 22 ] |

### Premios BAFTA
| Año  | Categoría          | Película               | Resultado |        |
| ---- | ------------------ | ---------------------- | --------- | ------ |
| 2006 | Estrella emergente | -                      | Nominado  | [ 22 ] |
| 2005 | Mejor actor        | Diarios de motocicleta | Nominado  | [ 22 ] |

### Premios Ariel
| Año  | Categoría                 | Película                | Resultado |        |
| ---- | ------------------------- | ----------------------- | --------- | ------ |
| 2001 | Mejor actor               | Amores Perros           | Ganador   | [ 22 ] |
| 2017 | Mejor actuación masculina | Me estás matando Susana | Nominado  | [ 22 ] |
| 2019 | Mejor actuación masculina | Museo                   | Nominado  |        |

### Premios Goya
| Año  | Categoría              | Película             | Resultado |
| ---- | ---------------------- | -------------------- | --------- |
| 2002 | Mejor actor de reparto | Sin noticias de Dios | Nominado  |

### Premios Oye
| Año  | Categoría                            | Película              | Resultado |
| ---- | ------------------------------------ | --------------------- | --------- |
| 2009 | General Popular - Revelación del Año | Quiero que me quieras | Ganador   |
| 2009 | Tema de Telenovela, Película o Serie | Quiero que me quieras | Nominado  |

### Premios El Heraldo de México
| Año  | Categoría   | Película          | Resultado |
| ---- | ----------- | ----------------- | --------- |
| 2001 | Mejor actor | Y tu mamá también | Nominado  |

### Premios Juventud
| Año  | Categoría      | Película     | Resultado |
| ---- | -------------- | ------------ | --------- |
| 2010 | ¡Qué Actorazo! | Rudo y cursi | Nominado  |

### Festival Internacional de Cine de Venecia
| Año  | Categoría                                                                              | Película          | Resultado |
| ---- | -------------------------------------------------------------------------------------- | ----------------- | --------- |
| 2001 | Premio Marcello Mastroianni a la interpretación revelación (compartido con Diego Luna) | Y tu mamá también | Ganador   |

### Festival Internacional de Cine de San Sebastián
| Año  | Categoría          | Película | Resultado |
| ---- | ------------------ | -------- | --------- |
| 2016 | Premio Cine Latino | -        | Ganador   |

### Premios ACE New York
| Año  | Categoría   | Película               | Resultado |
| ---- | ----------- | ---------------------- | --------- |
| 2005 | Mejor actor | Diarios de motocicleta | Nominado  |

### Premios Mayahuel de Plata
| Año  | Categoría                   | Película | Resultado |
| ---- | --------------------------- | -------- | --------- |
| 2009 | Trayectoria cinematográfica | El mismo | Ganador   |